# Simhopp vid olympiska sommarspelen 1972
De olympiska tävlingarna i simhopp 1972 avgjordes mellan den 27 augusti och 4 september i München. Totalt deltog 91 tävlande, 41 kvinnor och 50 kvinnor, från 25 länder i tävlingarna.

## Medaljfördelning
| Gren                            | Guld                         | Silver                          | Brons                      |
| Damernas svikt Detaljer...      | Micki King USA               | Ulrika Knape Sverige            | Marina Janicke Östtyskland |
| Damernas höga hopp Detaljer...  | Ulrika Knape Sverige         | Milena Duchková Tjeckoslovakien | Marina Janicke Östtyskland |
| Herrarnas svikt Detaljer...     | Vladimir Vasin Sovjetunionen | Giorgio Cagnotto Italien        | Craig Lincoln USA          |
| Herrarnas höga hopp Detaljer... | Klaus Dibiasi Italien        | Richard Rydze USA               | Giorgio Cagnotto Italien   |

## Medaljtabell
| Pl. | Nation          | Guld | Silver | Brons | Totalt |
| --- | --------------- | ---- | ------ | ----- | ------ |
| 1   | USA             | 1    | 1      | 1     | 3      |
| 1   | Italien         | 1    | 1      | 1     | 3      |
| 3   | Sverige         | 1    | 1      | 0     | 2      |
| 4   | Sovjetunionen   | 1    | 0      | 0     | 1      |
| 5   | Tjeckoslovakien | 0    | 1      | 0     | 1      |
| 6   | Östtyskland     | 0    | 0      | 2     | 2      |

## Deltagande nationer
| - Australien (3) - Österrike (4) - Kanada (8) - Colombia (2) - Tjeckoslovakien (1) | - Östtyskland (7) - Finland (2) - Frankrike (3) - Storbritannien (8) - Indonesien (1) | - Italien (2) - Jamaica (1) - Japan (3) - Mexiko (4) - Nederländerna (2) | - Norge (1) - Polen (3) - Puerto Rico (1) - Rumänien (3) - Sovjetunionen (9) | - Spanien (2) - Sverige (2) - Schweiz (1) - USA (8) - Västtyskland (9) |